# Paris caobangensis
Paris caobangensis är en nysrotsväxtart som beskrevs av Y.H.Ji, H.Li och Zhe Kun Zhou. Paris caobangensis ingår i släktet ormbärssläktet, och familjen nysrotsväxter. Inga underarter finns listade.